# 歐堅壯
歐堅壯（1947年—），澎湖縣馬公市人，台灣中國國民黨籍政治人物。1985年至1989年擔任澎湖縣第10屆澎湖縣縣長（民選）。

## 簡歷
1947年生於澎湖馬公的農漁之家，其父在國府接收台灣後任海軍士兵。歐堅壯幼年家境清貧，但其後五名兄弟姊妹皆能學成畢業。歐氏畢業於國立臺灣師範大學地理學系，並在畢業後曾在望安國中任三年教師，其後前往國立臺灣大學三民主義研究所進修，並在中央研究院擔任研究助理。碩士畢業後，他在中國文化大學三民主義研究班進修，並獲得博士學位。其後，他返鄉在澎湖縣政府任職計劃室主任。
1985年，歐堅壯當選為澎湖縣縣長。1989年，歐堅壯在國民黨初選時，傳出國民黨將時任馬公市長王乾同訂為下任縣長規劃人選，他表示將在黨部初選中參選到底。同年8月，雖然歐堅壯在初選中勝出，但他最終坦然接受黨部的傾向，放棄連任縣長一職。
卸任縣長後，他出任省屬中興紙業公司總經理一職。但在其在任期間，中興紙業持續出現管理不善情況，包括虧損逾億元及曾因廢水處理不當而被勒令停工。1992年，中興紙業工會要求撤換歐堅壯。同年10月，歐堅壯辭任中興紙業總經理。
1993年7月，歐堅壯接任臺灣省政府旅遊局副局長職務，1996年，歐堅壯以報准方式，在澎湖參選國民大會代表。但歐氏在選舉中因黨部全力拉抬提名人呂文義，以及配票不均而落選。
1997年5月，歐堅壯轉任新成立的花東縱谷國家風景區管理處處長，並於1999年5月轉任臺北市觀光局企畫組長。2001年至2003年間，他任職澎湖國家風景區管理處處長。其後，歐堅壯曾任交通部觀光局專門委員。
2007年，歐堅壯在花蓮鯉魚潭飯店開發弊案中被起訴，檢方指出他涉嫌受賄，向開發案業者王桂霜索賄四十萬元，裝潢在台北的私宅。然則，他在翌年獲判無罪。